# حلقة بسيطة
في الجبر التجريدي، فرعا من الرياضيات، حلقة بسيطة (بالإنجليزية: Simple ring)‏ هي حلقه غير منعدمة لا تملك أي مثالي ثنائ الأوجه غير المثالي المنعدم والحلقة ذاتها. بشكل خاص، حلقة تبادلية هي حلقة بسيطة إذا وفقط إذا كانت حقلا.